# Jessikka Aro
Jessikka Aro (* 1980) je finská investigativní novinářka, expertka na ruskou dezinformační válku. Pracuje pro finskou veřejnoprávní rozhlasovou a televizní společnost Yle Kioski, od roku 2014 se specializuje na odhalování ruských internetových trollů, šířících falešné zprávy mezi obyvateli Finska. Za svou práci byla šiřiteli ruských fake news pronásledována a stala se obětí nepřetržitého kyberstalkingu z jejich strany.

## Stručný životopis
Jessikka Aro vystudovala žurnalistiku a mezinárodní politiku na Univerzitě v Tampere. Po studiích pracovala pro noviny Helsingin Sanomat, později přešla do on-line sekce finské veřejnoprávní rozhlasové a televizní společnosti Yle. Od roku 2014 se zaměřuje na odhalování činnosti proruských internetových trollů, působících ve Finsku. Postupně detailně zmapovala jejich aktivity, rovněž se jí podařilo odhalit a popsat práci "trollí farmy" (Agentura pro výzkum internetu), sídlící v Petrohradu, kterou v té době financoval ruský oligarcha Jevgenij Prigožin, blízký Vladimiru Putinovi. Za její investigativní práci jí byla v březnu 2016 udělena finská Velká novinářská cena.

## Pomsta trollů
Šiřitelé dezinformací se za zveřejnění podrobností o svých aktivitách vzápětí začali novinářce tvrdě mstít. Jessikka Aro se stala obětí rozsáhlé dezinformační kampaně. Součástí vytrvalého kyberstalkingu bylo například zveřejnění její zdravotní dokumentace a soukromých fotografií z dovolené, počítačově upravených tak, že působily dehonestujícím způsobem. V těchto zmanipulovaných prezentacích byla novinářka ukazována jako agentka NATO nebo jako drogová dealerka. Jessikka Aro byla neustále obtěžována také prostřednictvím SMS a telefonátů a bylo jí vyhrožováno i smrtí. Hlavními původci stalkingu byli Ilja Janitskin, zakladatel extrémně pravicového webu MV-Lehti, a Johan Bäckman, finský sociolog, publicista a politický aktivista, angažující se v podpoře politiky ruského prezidenta Vladimíra Putina.

## Soudní rozhodnutí
Policie se začala kauzou obtěžování a pronásledování novinářky zabývat již v roce 2016. V březnu 2018 vznesla helsinská státní prokuratura obvinění a v říjnu téhož roku proběhl soud. Dne 18. října byl vynesen rozsudek, na základě kterého byl Ilja Janitskin odsouzen k 22 měsícům odnětí svobody a k pokutě 136 000 euro a Johan Bäckman k trestu 1 roku vězení. Oba odsouzení se proti rozsudku odvolali. Kampaň proti Jessice Aro pokračovala i během soudního jednání, na které musela být novinářka doprovázena ochrankou, a pokračuje i nadále, byť v poněkud menší míře a zastřenější formě. Celá kauza mimo jiné přispěla k debatě o nutnosti změny a zpřísnění finských zákonů, týkajících se ochrany novinářů a dalších veřejně vystupujících osob - Jessikka Aro byla již v roce 2017 pozvána do finského parlamentu, aby se zde podělila s poslanci o své návrhy a zkušenosti.

## Publikace
V roce 2020 vyšla v Česku v Edici N (knižní řada Deníku N) publikace Jessikky Aro, nazvaná Putinovi trollové. Autorka v tomto svém díle, které je její druhou knihou, podrobně popisuje osudy lidí, kteří se stali terčem cílených útoků ruských bezpečnostních složek a propagandistické mašinérie. Zabývá se také metodami, používanými ruskými trolly, zejména využíváním sociálních sítí.